# Waitt Peaks
Die Waitt Peaks sind eine Gruppe spitzer und überwiegend schneebedeckter Berge im Palmerland auf der Antarktischen Halbinsel. Sie ragen 6 km nordwestlich des Schirmacher-Massivs am südwestlichen Ende eines großen, hufeisenförmigen Gebirgskamms auf.
Der United States Geological Survey (USGS) kartierte sie 1974. Das Advisory Committee on Antarctic Names benannte sie 1976 nach dem Geologen Richard B. Waitt (* 1943), der zwischen 1972 und 1973 für den USGS an der Lassiter-Küste tätig war. 